# Francis Place
Francis Place né le 3 novembre 1771 à Londres, Angleterre et mort le 1er janvier 1854 à Londres, était un homme politique radical anglais.

## Biographie

### Jeunesse et formation
Né dans la prison pour dettes dont son père avait la charge, près de Drury Lane, Francis Place fut scolarisé pendant dix ans avant d'être envoyé en apprentissage chez un fabricant de culottes de peau. À dix-huit ans, il était un ouvrier indépendant et, en 1790, il se maria et s'installa dans une maison près du Strand. 
En 1793, il participa à un mouvement de grève des tailleurs de culottes de peau, dont il prit finalement la tête. Cette implication lui valut plusieurs années de refus de travail de la part des maîtres-tailleurs de Londres. Il profita de cette période de sa vie pour lire avidement et dans de nombreux domaines. En 1794, Francis Place rejoignit la London Corresponding Society, une association réformiste dont il fut un membre particulièrement influent pendant trois ans. Il quitta en 1797 son poste de président du comité général[réf. souhaitée], jugeant trop extrêmes les tactiques et la rhétorique de certains membres du groupe. En 1799, il s'associa à un autre tailleur et ouvrit un an plus tard avec succès sa propre boutique au 16 Charing Cross.

### Un radical actif
Durant la mise en place de son nouveau commerce, Francis Place s'impliqua moins en politique. Il consacra cependant trois heures par soir à l'étude, et en vint à accumuler une telle bibliothèque personnelle dans son arrière-boutique que celle-ci devint rapidement un lieu de réunion pour les radicaux. En 1807, il soutint la candidature de Sir Francis Burdett au Parlement de Westminster, ce qui lui permit de faire la connaissance de théoristes du mouvement comme William Godwin, James Mill, Robert Owen, Jeremy Bentham, Joseph Hume et John Stuart Mill. Lorsque Place se retira des affaires en 1817, jouissant d'un revenu régulier de l'échoppe désormais tenue par ses enfants, il passa plusieurs mois auprès de Jeremy Bentham, James Mill et John Stuart Mill à Forde Abbey dans le Dorset.
C'est à cette période qu'il rejoignit le mouvement pour une éducation de masse publique et organisée, persuadé qu'il s'agissait d'un moyen d'éradiquer les maux dont souffrait la classe ouvrière. Au début des années 1820, il devint également Malthusien, suivant l'idée que l'augmentation de la population générerait une pénurie de nourriture. Bien qu'étant lui-même père de quinze enfants, il se prononça pour l'usage de la contraception, sans préciser cependant par quels moyens. C'est sur ce sujet qu'il écrivit son seul livre publié, controversé mais qui fit école, Illustrations and Proofs of the Principles of Population (Illustrations et preuves des principes de population) en 1822. La première des organisations de contrôle des naissances d'Angleterre fut fondée en 1877 selon les idées qu'il avait énoncées et défendues. Ce fut lui qui réconcilia avec l'idée de contrôle des naissances Malthus lui-même, qui y était à l'origine opposé malgré ses craintes de surpopulation. Il fut très actif dans le mouvement qui mena à l'abrogation du Combination Act en 1824, permettant les débuts du Syndicalisme malgré l'ajout rapide de nouvelles restrictions. Paradoxalement, Place lui-même considérait le syndicalisme comme un mirage dont reviendraient vite les travailleurs à peine l'auraient-ils expérimenté.  
En 1827 commença pour Francis Place une longue période de dépression après le décès, dû à un cancer, de son épouse. En février 1830, il se remaria à une actrice Londonienne de réputation douteuse selon certains. La même année, il soutint Rowland Detrosier, un activiste radical de la classe ouvrière cherchant à prendre ses distances du socialisme de l'époque. Par le truchement de Place, Detrosier fit la connaissance de personnalités comme Bentham et J.S. Mill, qui lui présentèrent à leur tour Thomas Carlyle. Les actes et les œuvres de Detrosier eurent une influence importante auprès des radicaux de Manchester ainsi que, plus tard, des chartistes. Il prit également part à l'agitation qui devait mener au Reform Act de 1832, utilisant comme repoussoir l'exemple de la Révolution Française de 1830 pour démontrer les risques de ne pas laisser une réforme se faire par les moyens légaux.

### Convictions chartistes et grand âge
Après avoir perdu de grosses sommes d'argent en 1833 à la suite de mauvais investissements, Francis Place dut quitter Charing Cross pour Brompton Square et ses contacts avec la classe moyenne Réformiste se firent moins réguliers. Cependant, il resta actif politiquement, s'opposant aux taxes postales et s'impliquant dans l'Association des Travailleurs Londoniens. C'est au sein de cette dernière que lui et William Lovett rédigèrent la première version du document qui deviendrait la Charte du Peuple. À la même époque, il devint évident que nombre de Chartistes étaient prêts à user de violence, et lorsque Feargus O'Connor remplaça Lovett à la tête du mouvement chartiste, Place quitta celui-ci et rejoignit les opposants aux Corn Laws.
Les deux décennies suivantes furent consacrées à l'écriture de son autobiographie et au classement de la collection immense de notes, pamphlets, journaux et lettres qu'il avait accumulée. En 1851, sa femme et lui se séparèrent et il mourut le 1er janvier 1854 au logis de ses deux filles non mariées à Hammersmith.

## Héritage
Ses pamphlets, lettres et articles de journaux et magazines fournissent un éclairage sur l'histoire économique et sociale du dix-neuvième siècle. Sa manie d'amasser les documents est à l'origine d'une collection importante, actuellement conservée au sein de la British Library sous forme de cinquante-quatre rouleaux de microfilms sous le titre de Collection Francis Place.